# 因皮里爾 (密蘇里州)
因皮里爾（英語：Imperial）是位於美國密蘇里州傑佛遜縣的普查規定居民點。

## 歷史
因皮里爾的郵局自1951年營運至今。

## 人口
根據2020年美國人口普查的數據，因皮里爾的面積為15.62平方千米，當中陸地面積為13.58平方千米，而水域面積為2.04平方千米。當地共有人口4407人，而人口密度為每平方千米282.14人。